# Kenneth MacCormick
Kenneth MacCormick, novozelandski general in vojaški zdravnik, * 1891, † 1963.
Med letoma 1939 in 1943 je bil direktor Medicinskih služb 2. novozelandske ekspedicijske sile.